# 純裕勤太妃
純裕勤妃（17世纪—1754年），陳氏（後為陳佳氏）。初為鑲黃旗包衣第五參領第三旗鼓佐領下人，後為鑲黃旗滿洲第四參領第十七佐領下人。浙江巡撫陳秉直之女，清朝康熙帝之妃:301。

## 生平
純裕勤妃為鑲黃旗包衣出身，因此她應該是透過內務府選秀入宮，但是具體的入宮時間目前尚不明確:302。康熙三十六年（1697年）三月初二日寅時，陳氏生皇十七子和碩果毅親王胤禮。胤禮曾被順治帝淑惠妃博爾濟吉特氏撫育，淑惠太妃去世後，逢着每年中元節奉命祭謁孝東陵的機會，在其墓前哭泣。
康熙四十六年，位分等級在嬪級以下且不明身份的後宮主位有蘇貴人、仙貴人、牛常在、查常在、堯常在及大答應十人，陳氏或在其中。康熙五十七年四月十九日，康熙帝諭禮部，稱「王、阿哥等之母，備位宮闈，俱年及六十、五十、四十有餘，宮中雖稱妃嬪，尚未受封」，因此詔封博爾濟吉特氏、和嬪瓜爾佳氏、淳郡王允祐之母戴佳氏為妃，而貝子允祹之母萬琉哈氏、十五阿哥允禑及十六阿哥允祿之母王氏、十七阿哥允禮之母陳氏則被詔封為嬪。然而內務府曾奏稱宣妃博爾濟吉特氏、和妃瓜爾佳氏、成妃戴佳氏與密嬪王氏四位均已領有專屬內管領，而勤嬪陳氏和定嬪萬琉氏則尚未領有專屬內管領。由於當時的後宮制度中，每一位妃位分有一個內管領，每兩位嬪位共同分有一個內管領，可知陳氏在康熙五十七年四月被詔封之前並未有嬪級或妃級的待遇，並非「宮中雖稱妃嬪，尚未受封」者。同年十二月二十八日，陳氏被正式冊封為勤嬪。
雍正四年（1726年）二月，作為先朝嫔妃的勤嬪被尊封為勤妃。雍正十二年（1734年）九月，奉旨以纯裕勤太妃本氏子孫由包衣撥出，編立世管佐领，著太妃之兄陳晉觀之子陳鏷管理。乾隆元年十一月，乾隆帝再尊封陳氏為皇祖純裕勤太妃。純裕勤妃的封號為「勤」，滿文作「kicebe」，意為勤奮、勤勉，而她的徽號則為「純裕」，滿文作「gulu elgiyen」，意為「純正豐裕」。
康熙帝生前有諭旨，在他駕崩後，皇子們可將年長的母妃迎回家中居住。因此，雍正十三年九月，莊親王允祿、果親王允禮曾向剛登基的乾隆帝奏請，想將各自的母妃迎回邸第奉養，但是乾隆帝認為兩位太妃向來在寧壽宮居住，正是自己秉承雍正帝的遺志，恭敬地奉養兩位太妃的時候，而且乾隆帝也認為二王是因為寧壽宮為太后鈕祜祿氏應居的住處而提出這個請求，心甚不安，奏聞太后後，太后也認為將兩位太妃迎回邸第奉養之事必不可行，故而乾隆帝最終不允許二王的請求。同年十二月，乾隆帝經過多次思考後，認為二王想奉養母親、晨昏定省是人之常情。若不允許二王的請求，二王就不能盡心行孝，但是若允許二王的請求，乾隆帝就不能盡奉養兩位太妃的義務，於是允許每年「歲時伏臘」、「令節壽辰」時，莊親王、果親王，以及其他王、貝勒可以將貴為太妃、太嬪的生母迎回府第奉養，她們每年可以有數月時間在兒子的府第裏居住，其餘時間則住在宮中，這使各王等人的孝養之心與乾隆帝的敬奉之意庶可兩全。
乾隆十八年（1753年）十二月二十日，勤太妃逝世。根據《內務府奏案》的記載，在乾隆十九年四月十三日，曾有一份名為 《奏為固倫公主送勤太妃金棺派內務府大臣事等二件》的滿文奏摺，因此乾隆帝孝賢純皇后富察氏所出的固倫和敬公主有可能曾經被寧壽宮勤妃所撫養。

## 家族
純裕勤太妃家族原系努爾哈赤時由海城來歸的舊尼堪（陳漢人），後編入鑲黃旗滿洲包衣牛錄，雍正十二年九月奉旨：「勤妃母之外戚著出包衣，入於本旗，其族人七十餘既足為一個佐領，即編為一個佐領，令其族人管轄」，姓氏改為「陳佳氏」，相關檔案題名「已入滿洲姓氏」。
- 高祖父：陳善道，世居海州地方，國初率族人來歸[14]。据《八旗滿洲氏族通譜》卷74，陈佳氏始祖陳善道，“鑲黄旗人，世居海州地方，國初率族人來歸，原隸包衣，雍正十二年九月奉㫖勤妃母之外戚著出包衣入於本旗”，其子原任蘇常道陳撫遠，孙原任浙江巡撫陳秉直（康熙二年任江苏按察使）。
- 父：陳希敏，二等侍卫、原任雲麾使[14]。
- 兄：陳晉觀。其子陳鏷，首任镶黄旗满洲第四參領第十六佐領；此佐领“係雍正十二年将陳鏷合族人等由包衣撥出編一佐領，令陳鏷管理……此佐領原係隨太祖高皇帝来京，於雍正十二年九月奉㫖以純裕勤太妃本氏子孫由包衣撥出，編立世管佐領，着太妃之兄晉觀之子陳鏷管理”（据《欽定八旗通志》卷3）。
- 堂姊陈佳氏（父内务府佐领阿麟），原配嫁镶黄旗满洲、文淵閣大學士文定公高斌（女高佳氏封乾隆帝之慧贤皇贵妃）。
- 亲生子果毅亲王允礼即康熙帝第十七子。

### 生父之謎
純裕勤妃的父親究竟是二等侍衛陳希敏（陳希閔）還是浙江巡撫陳秉直，不同史料中的記載存有差異。清代官方《玉牒》中記載：「勤嬪陳氏，二等待衛陳希閔之女」，但是根據乾隆朝《上諭檔》的記載，乾隆五十四年正月時，「遵查，原任浙江巡撫陳秉直，原系鑲黃旗包衣漢軍人，因系果親王母妃純裕勤妃之父，於雍正十二年奉旨入在鑲黃旗滿洲。謹奏」。此處指出純裕勤妃是陳秉直的女兒，亦即是陳希敏的姐妹。除此之外，《欽定八旗通志》曾記載純裕勤妃家族抬旗之後所編立的佐領，「著太妃之兄晉觀之子陳鏷管理」，而乾隆朝初年的滿文檔案《已入滿洲姓氏》冊亦寫道「令勤妃之胞兄口口口口之子陳鏷管理 」（此處「口口口口」四字為原檔書寫不清，推測為晉觀及其職銜），但是根據《八旗滿洲氏族通譜》的記載，勤妃之兄晉觀與陳希敏應為同輩，均為陳善道之曾孫。由於有複數的檔案及史料指出純裕勤妃與陳希敏同輩，故而研究學者王冕森先生暫且認為純裕勤妃的父親應為陳秉直，但仍有待進一步發掘資料。

## 影視作品
| 影視作品   | 飾演的演員   |
| 後宮甄嬛傳 | 劉岩飾       |
| 宫锁珠帘   | 恬妞飾勤太妃 |